# Thienemanniella nana
Thienemanniella nana är en tvåvingeart som först beskrevs av Jean-Jacques Kieffer 1911.  Thienemanniella nana ingår i släktet Thienemanniella och familjen fjädermyggor.
Artens utbredningsområde är Tyskland. Inga underarter finns listade i Catalogue of Life.